# Rue Cartier-Bresson
La rue Cartier-Bresson est une voie de communication de Pantin.

## Situation et accès
Cette rue croise notamment la rue Denis-Papin, et la rue Jacques-Cottin qui était un des fermiers de la ferme de Rouvray.

## Origine du nom

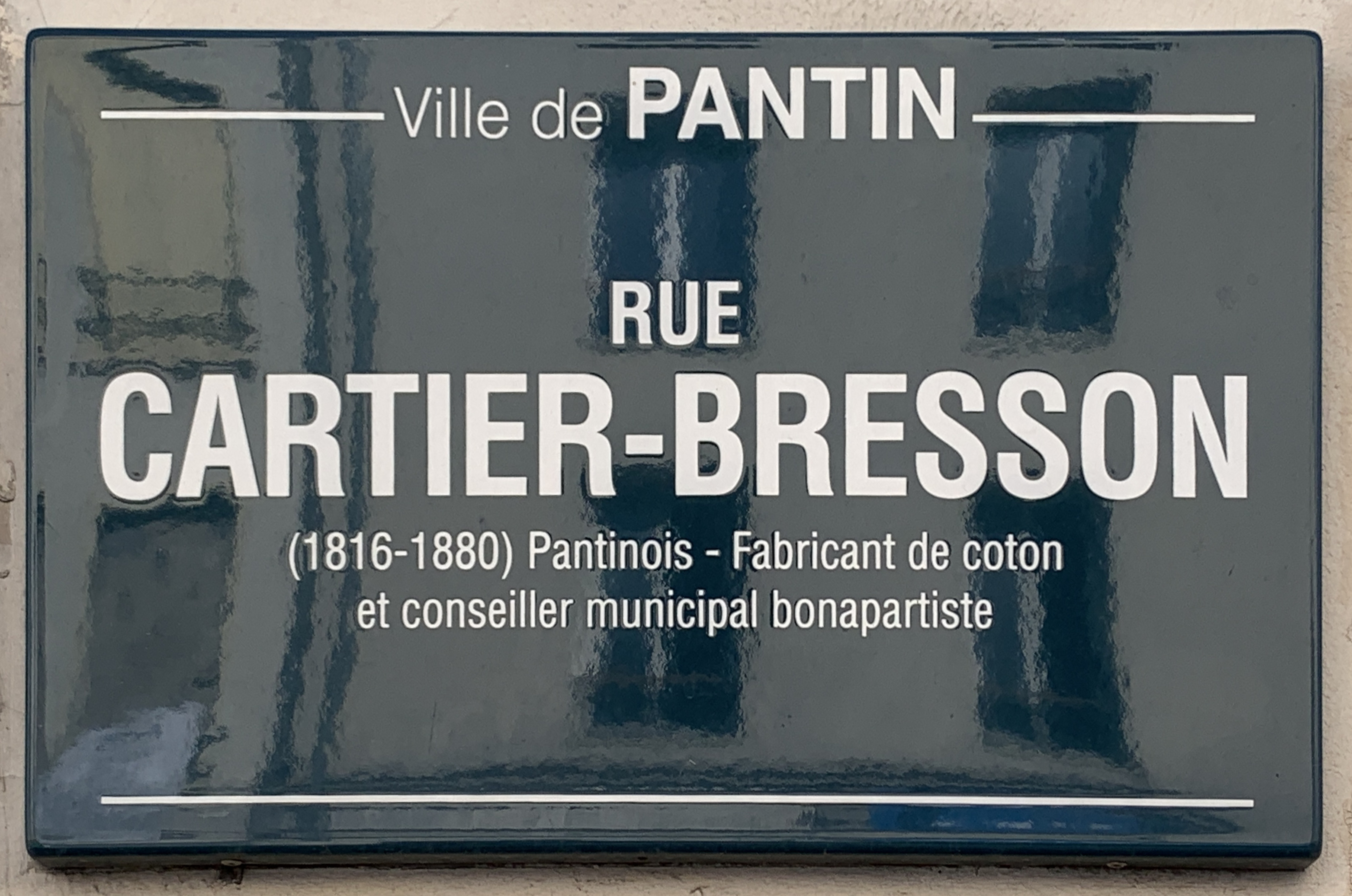
Plaque de la rue.

Elle rend hommage aux Cartier-Bresson, famille basée à Pantin au XIXe siècle.

## Historique

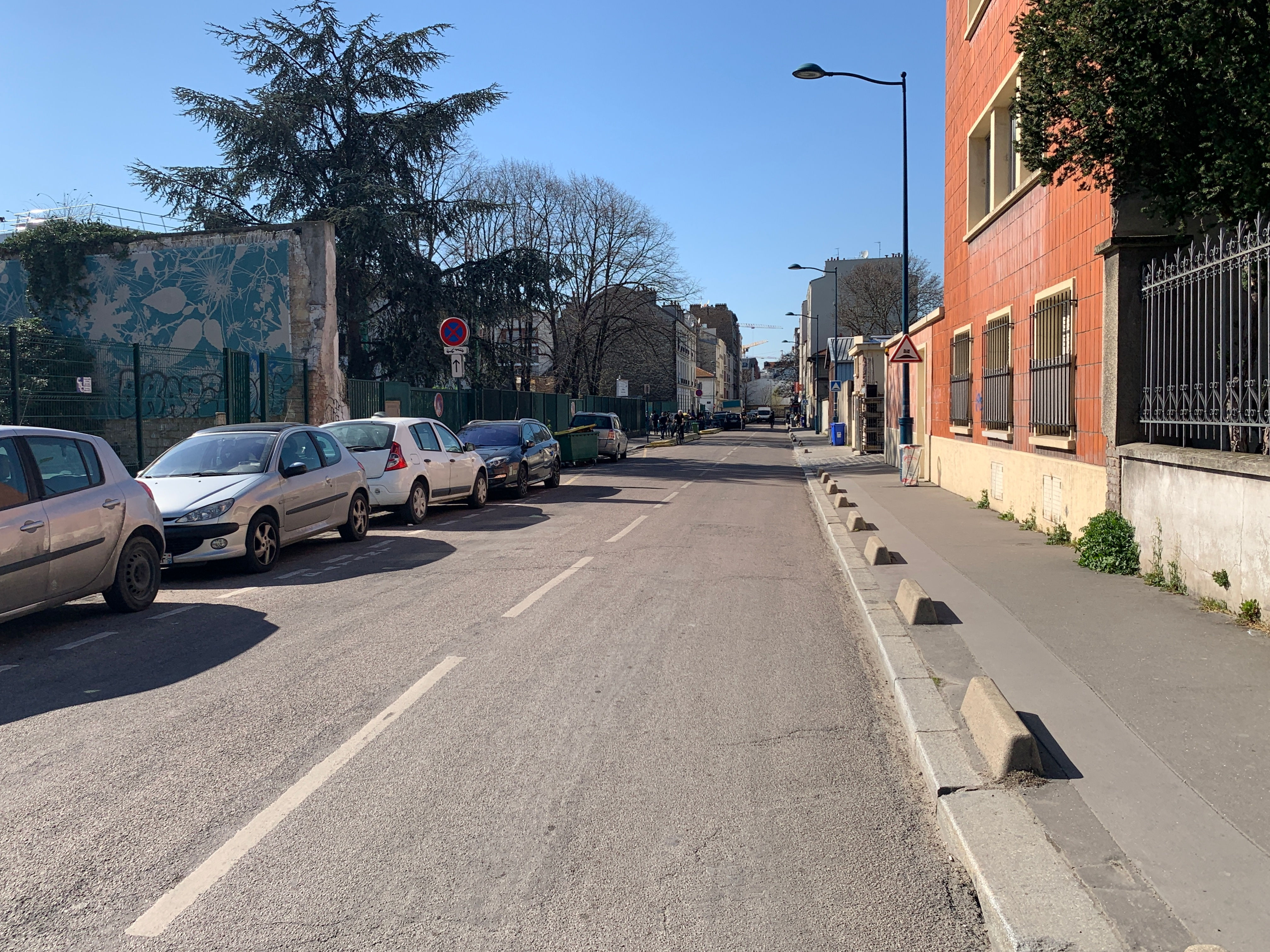
La rue en mars 2021.

À cet endroit se trouvaient les terres de la ferme du Rouvray, qui appartenait au prieuré Saint-Martin-des-Champs. L'emplacement de cette ferme serait peut-être sur la darse du fond de Rouvray.
Elle s'appelait rue du Chemin-Vert, du nom d'un lieu-dit, et traversait encore un champ lorsqu'à cet emplacement, en 1869, le criminel Jean-Baptiste Troppmann commit ses forfaits, connus sous le nom de « massacre de Pantin ».
Le quartier a été loti à partir de 1873, pour prendre sa physionomie actuelle.

## Bâtiments remarquables et lieux de mémoire
- Cimetière parisien de Pantin, créé en 1886.
- Centre national des arts plastiques (Installation en 2020).